# Cycnoches lusiae
Cycnoches lusiae är en orkidéart som beskrevs av Gustavo Adolfo Romero och Leslie Andrew Garay. Cycnoches lusiae ingår i släktet Cycnoches, och familjen orkidéer. Inga underarter finns listade i Catalogue of Life.